# Everton FC
Everton Football Club is een Engelse voetbalclub uit Liverpool die in 1878 werd opgericht en uitkomt in de Premier League. Van alle Engelse voetbalclubs heeft Everton het vaakst op het hoogste niveau gespeeld.

## Geschiedenis

### Oorsprong en vroege successen
Everton werd in 1878 opgericht als St. Domingo's Football Club, zodat leden van de St. Domingo Methodist New Connexion Chapel het hele jaar door sport konden beoefenen. In de zomer werd er namelijk cricket gespeeld en in de koudere maanden werd er gevoetbald. Een jaar na de oprichting nam het de naam Everton aan.
In 1878 speelde de jonge club ook haar eerste wedstrijd, die met 6-0 werd gewonnen. In 1883 verhuisde de club naar een veldje aan Priory Road, maar niet lang daarna verhuisde de club naar Anfield Road. Daar begonnen de successen voor Everton. De club was een van de oprichters van de English Football League, samen met onder andere Aston Villa en Blackburn Rovers. In 1891 werden ze hierin voor het eerst kampioen van de hoogste klasse, de First Division. Daarna volgde de winst van de FA Cup in 1906 en nog een kampioenschap aan het einde van het seizoen 1914/15, een seizoen dat vanwege de Eerste Wereldoorlog vroeg ten einde kwam. Een jaar na het eerste kampioenschap, in 1891, was Everton alweer vertrokken van Anfield Road na een geschil met de eigenaar van het veld, die dat jaar zelf een nieuwe club oprichtte: Liverpool Football Club. Everton ging verder op Goodison Park, waar het tot medio 2025 speelt.
Dixie Dean kwam in 1925 over van Tranmere Rovers en hielp de club met vele doelpunten aan haar derde kampioenschap. Twee jaar later degradeerde de club echter naar de Second Division door interne problemen. In hun eerste poging om terug te keren op het hoogste niveau slaagde de ploeg direct. In het seizoen dat volgde werd zelfs direct een vierde landskampioenschap toegevoegd aan de prijzenkast van de club. Ook wonnen ze hun tweede FA Cup in 1933 toen Manchester City in de finale met 3-0 werd verslagen. Het tijdperk eindigde in 1939 met een vijfde landstitel in een seizoen dat vanwege de Tweede Wereldoorlog vroegtijdig werd beëindigd.
In 431 wedstrijden voor Everton scoorde Dixie Dean 377 doelpunten. In maart 1980 stierf Dean op de tribune van Goodison Park tijdens de Merseyside-derby tussen Liverpool en Everton.

### Hervatting en nieuwe successen
Na afloop van de Tweede Wereldoorlog had Everton het lastig in de hervatte reguliere competitie. Als gevolg hiervan degradeerde de club in 1951 naar de Second Division en duurde het tot 1954 voordat Everton terug zou keren in de First Division. Sindsdien komt de club uit op het hoogste niveau.
Met de aanstelling van Harry Catterick als hoofdtrainer van de club in 1961 begon een nieuwe succesvolle periode. Hij leidde The Toffees naar een nieuwe landstitel in 1963. Drie jaar later volgde een FA Cup-winst nadat er met 3-2 werd gewonnen van Sheffield Wednesday. In 1968 haalde Everton opnieuw de finale van het bekertoernooi, maar die werd verloren. Met negen punten verschil werd Everton in 1970 opnieuw kampioen van de First Division.
De successen bleven echter niet aan. De club eindigde achtereenvolgens als veertiende, vijftiende, zeventiende, en zevende. Nadat succestrainer Catterick met pensioen ging slaagde diens opvolgers er niet in Everton naar nieuwe titels te leiden.

### Grootmacht
Midden jaren tachtig van de twintigste eeuw groeide Everton uit tot een van de grootmachten van het Engelse voetbal. Onder leiding van hoofdtrainer Howard Kendall werd in die tijd tweemaal het kampioenschap behaald, in 1985 en 1987, en eenmaal de FA Cup gewonnen, in 1984. Ook werd in 1985 de Europacup II gewonnen door in De Kuip Rapid Wien met 3-1 te verslaan. In die tijd speelden onder andere spelers als Gary Lineker, Neville Southall, Peter Reid, Graeme Sharp, Kevin Ratcliffe en Trevor Steven voor The Blues.
Door de uitsluiting van Engelse voetbalteams van Europees voetbal als gevolg van het Heizeldrama in Brussel was Everton niet in de gelegenheid het Europese succes een vervolg te geven. Ook in de nationale competities werden er, ondanks een finaleplaats in de FA Cup van 1989, geen nieuwe successen geboekt.

### Premier League
Everton was, net als bij de English Football League, een van de oprichters van de Premier League. Het had echter moeite om aan te haken bij het niveau van de nieuwe competitie. Pas toen Joe Royle werd aangesteld als hoofdtrainer verbeterde de prestaties van de club. Met Royle aan het roer versloeg Everton het Manchester United van Alex Ferguson in de finale van de FA Cup in 1995. De zege was opmerkelijk, want Everton vocht driekwart van het seizoen tegen degradatie. Een winnend doelpunt van Graham Stuart op de slotspeeldag tegen Wimbledon behoedde de club voor degradatie. Het seizoen dat volgde verbeterde de prestaties verder met een zesde plaats in de Premier League als resultaat. Een vijftiende plaats in zijn derde seizoen aan de macht zorgde ervoor dat Royle zijn contract opzegde.
Diens opvolger, de teruggekeerde Howard Kendall, was niet succesvol in het verbeteren van de prestaties van Everton. Hij eindigde als zeventiende. Voormalig Rangers-trainer Walter Smith volgde hem op, maar wist de club in drie seizoenen niet verder te krijgen dan het rechter rijtje. Nadat de club door Middlesbrough werd uitgeschakeld in de strijd om de FA Cup werd Smith in maart 2002 ontslagen door het bestuur van de club. Zijn opvolger David Moyes begeleidde het team naar de veilige vijftiende plaats.

### Moyes-tijdperk

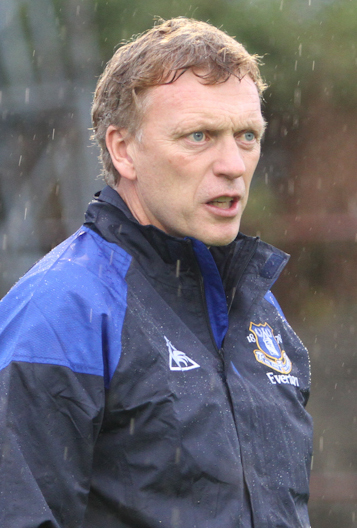
David Moyes

In het eerste volledige seizoen onder leiding van David Moyes eindigde Everton als zevende in de eindklassering. Dit was het beste resultaat van de club sinds 1996. Moyes liet onder andere het jonge talent Wayne Rooney debuteren voor The Toffees voordat hij in de zomer van 2004 voor een recordbedrag van 28 miljoen pond aan Manchester United werd verkocht. Een vierde plaats in het seizoen 2004/05 zorgde ervoor dat Everton mocht aantreden in de voorrondes van de Champions League. Het lukte ze zich niet voor het hoofdtoernooi te plaatsen en ook in de UEFA Cup werd het vroegtijdig uitgeschakeld. In 2007/08 en 2008/09 plaatste Everton zich voor de UEFA Cup en in 2009 werd ook de finale van de FA Cup bereikt.
Het seizoen 2012/13 was het elfde en laatste seizoen onder leiding van Moyes, die afzwaaide met de zesde plaats in de eindrangschikking. Hij werd opgevolgd door Roberto Martínez die de club naar een vijfde plaats begeleidde. Het seizoen dat volgde, 2014/15, wist Everton door te dringen tot de knock-outfase van de Europa League. Hierin was Dynamo Kiev uiteindelijk de betere ploeg. Ondanks het bereiken van de halve finales in zowel de League Cup als in de FA Cup werd Martínez aan het einde van het seizoen 2015/16 ontslagen. Everton stond op dat moment op de twaalfde plaats.

### Trainerscarrousel
Southampton-trainer Ronald Koeman volgde de Spanjaard op en tekende een driejarig contract in Liverpool. Zijn eerste seizoen was succesvol en resulteerde in deelname aan de Europa League, maar nadat Everton, met de teruggekeerde Wayne Rooney na de eerste negen wedstrijden in het tweede seizoen van Koeman in de degradatiezone bivakkeerde werd het contract van de trainer opgezegd. Sam Allardyce wist Everton in de Premier League te houden, maar door aanhoudende kritiek op de speelstijl van het elftal werd besloten niet verder te gaan met de trainer.
Marco Silva leidde Everton in het seizoen 2018/19 naar de achtste plaats in de ranglijst van de Premier League, maar een slechte start in het nieuwe seizoen werd hem fataal. Op 5 december 2019 werd hij ontslagen. Voormalig speler Duncan Ferguson nam tijdelijk de honneurs waar, voordat Carlo Ancelotti werd binnengehaald als de nieuwe hoofdtrainer door de Nederlandse technisch directeur Marcel Brands. Anderhalf jaar na zijn aanstelling verliet de Italiaan Everton om terug te keren bij Real Madrid. Rafael Benítez, die eerder de leiding had over Liverpool, werd zijn opvolger. Na ruim een halfjaar moest hij het veld ruimen doordat zijn ploeg negen nederlagen leed in zijn laatste dertien wedstrijden in dienst van de club. Frank Lampard moest Everton naar betere tijden leiden, maar ook hij werd uiteindelijk ontslagen. Everton ontliep in 2023 ternauwernood degradatie, doordat het met 1-0 wist te winnen van Bournemouth op de slotdag van de competitie.
In november 2023 werd een straf van 10 punten uitgedeeld aan Everton als gevolg van schending van de 'profit and sustainability rules' van de Premier League. De club had een verlies geleden van 124,5 miljoen pond in de drie voorgaande jaren, waar dat maximaal 105 miljoen pond had mogen zijn. Het was de grootste straf in de geschiedenis van de competitie. Later werd de straf verminderd. Ondanks de punten die in mindering waren gebracht wist Sean Dyche The Toffees op het hoogste niveau te behouden.

### Overname
Everton eigenaar Farhad Moshiri, sinds 2016 grootaandeelhouder, was al langere tijd op zoek naar een overnamekandidaat toen hij in gesprek raakte met 777 Partners. De investeringspartij was voornemens om het aandelenpakket van Moshiri, 94,1 procent, over te nemen. De partij had reeds Genoa en Standard Luik in handen, maar zag de deal afketsen omdat de Premier League vraagtekens zette bij de financiële kracht van 777 Partners. Hierop zette Moshiri zijn zoektocht naar een overnamekandidaat voort. Halverwege juli 2024 werd bekend dat er opnieuw een partij was afgehaakt voor de overname van de club. Ditmaal betrof het The Friedkin Group, reeds eigenaar van AS Roma. Vervolgens zette Moshiri overnamegesprekken voort met John Textor, (mede-)eigenaar van Crystal Palace, Botafogo en Olympique Lyon. Echter bleek op 23 september 2024 dat er alsnog overeenstemming was bereikt met The Friedkin Group. De overname moest nog wel worden goedgekeurd. Die goedkeuring van de Premier League volgde in december 2024, waarna de overname kon worden afgerond.
De nieuwe eigenaar besloot op 9 januari 2025 afscheid te nemen van hoofdtrainer Sean Dyche in een poging de strijd tegen degradatie van een nieuwe impuls te voorzien. Oud-speler Leighton Baines nam tijdelijk de honneurs waar tijdens een FA Cup-wedstrijd. Enkele dagen later, op 11 januari 2025, werd bekendgemaakt dat David Moyes terugkeerde bij Everton om ze weg te leiden van de degradatiezone. Het lukte Moyes het tij te keren en weer te stijgen op de ranglijst. Hierdoor bleven de Toffees behouden voor de Premier League, in tegenstelling tot Ipswich Town, Leicester City en Southampton.
In de zomer van 2025 werden er ook bestuurlijke wijzigingen doorgevoerd door de nieuwe eigenaar, waarin er een nieuwe algemeen directeur werd aangetrokken en een nieuwe voetbaltechnische structuur werd aangebracht.

## Erelijst
| Internationaal                  |    |                                                                                 |
| Europacup II                    | 1x | 1984/85                                                                         |
| Nationaal                       |    |                                                                                 |
| Football League First Division  | 9x | 1890/91, 1914/15, 1927/28, 1931/32, 1938/39, 1962/63, 1969/70, 1984/85, 1986/87 |
| Football League Second Division | 1x | 1931                                                                            |
| FA Cup                          | 5x | 1905/06, 1932/33, 1965/66, 1983/84, 1994/95                                     |
| FA Community Shield             | 9x | 1928, 1932, 1963, 1970, 1984, 1985, 1986, 1987, 1995                            |

## Clubcultuur

### Bijnaam
Everton heeft als bijnaam The Toffees. Deze naam komt van het winkeltje Mother Nobblet's. Deze winkel verkocht snoepgoed waaronder de Everton Mint, en de Toffees. Het winkeltje stond tegenover de 'lock-up', het torentje dat te zien is in het embleem. Na afloop van de wedstrijd plachten Evertonsupporters naar het winkeltje te gaan om Everton Mints en Toffees te halen. Ook werd het winkeltje gebruikt om af te spreken voor en na de wedstrijd. Omdat alle Evertonsupporters altijd naar dat winkeltje toe gingen, werd Everton ermee geassocieerd. Men noemde Everton daarom uiteindelijk The Toffees.

## Stadion

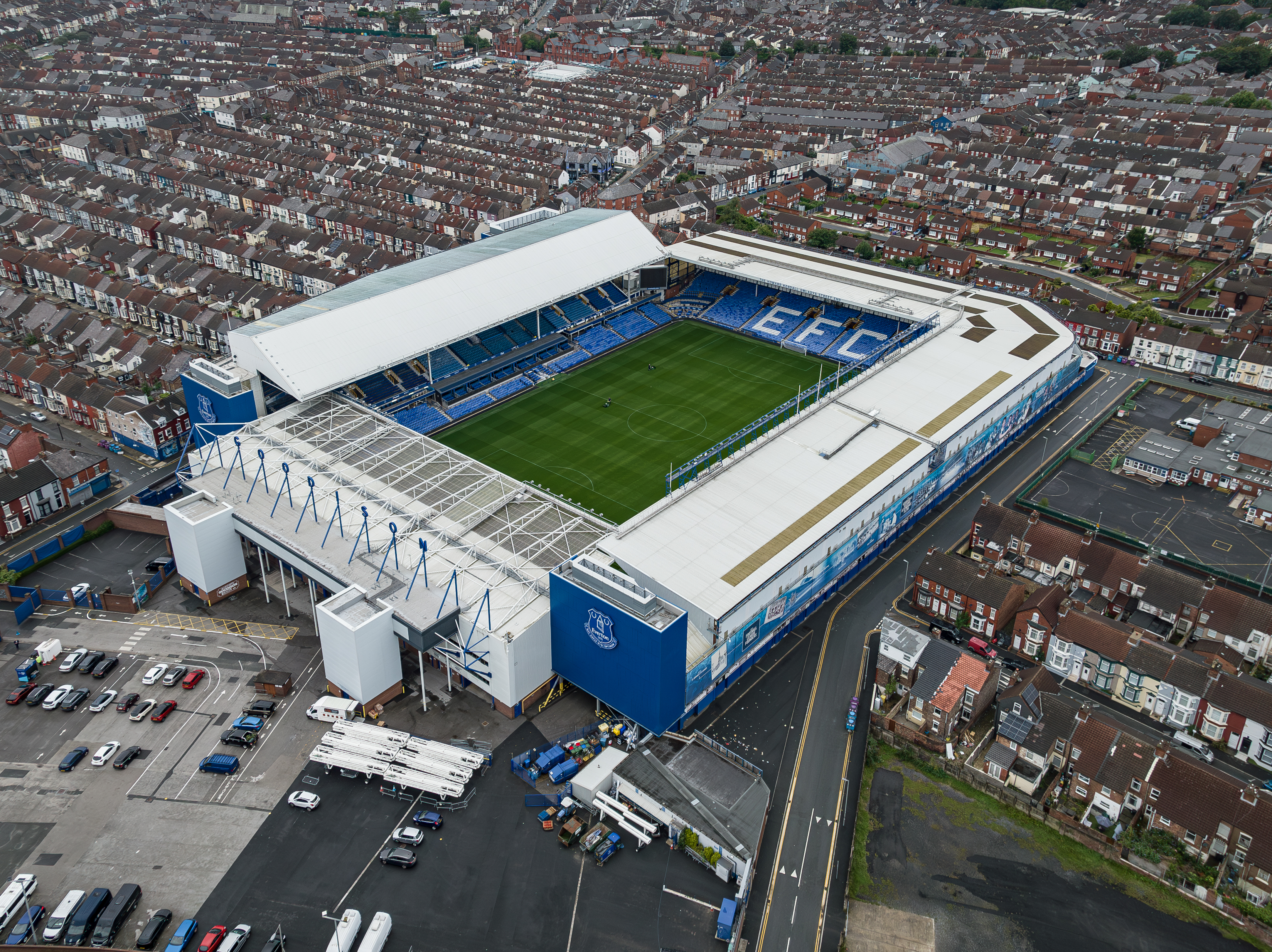
Goodison Park

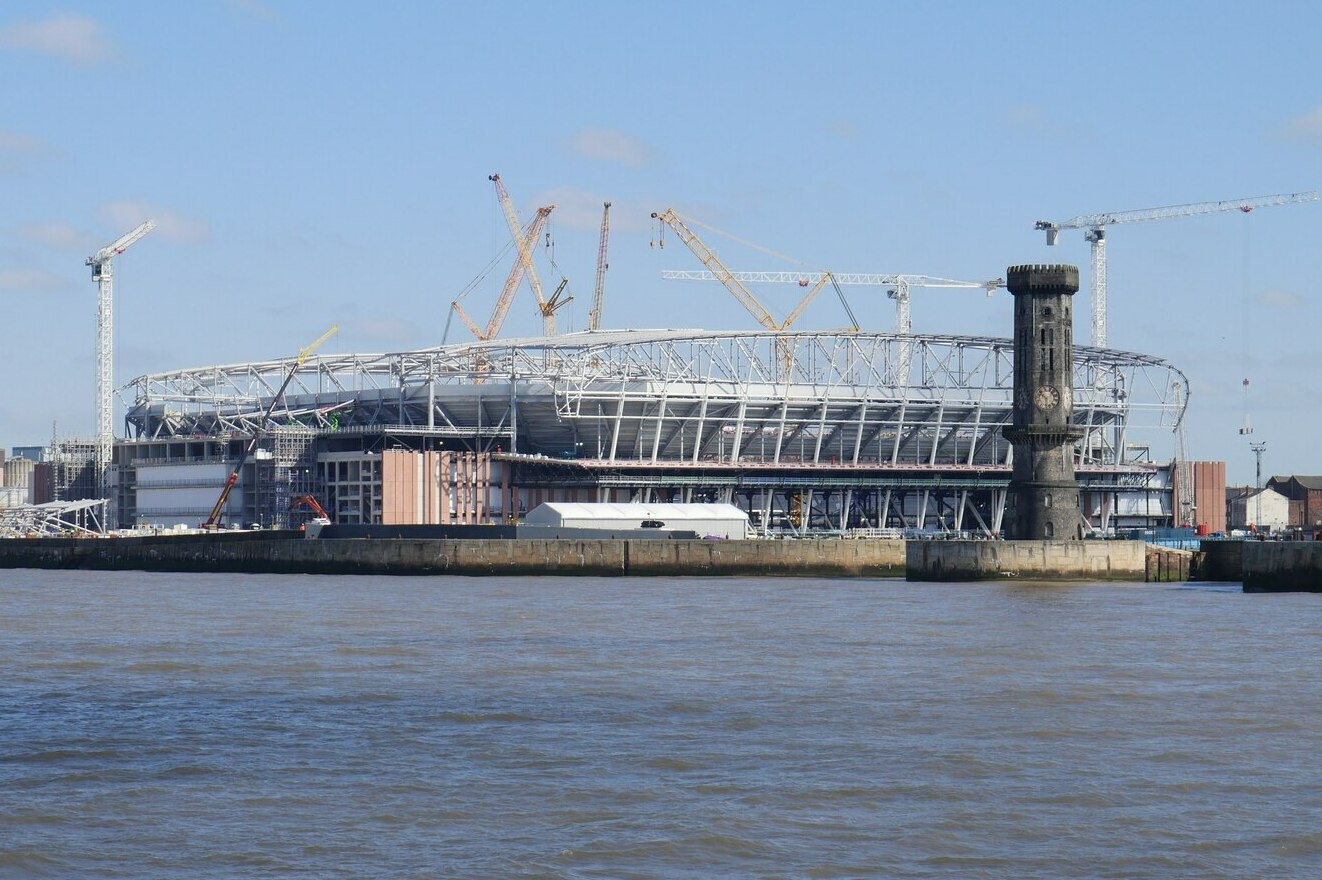
Everton Stadium in aanbouw

### Anfield
In 1884 werd Everton de eerste bespeler van Anfield, wat eigendom was van de John Orrell die goed bevriend was met Everton-lid John Houlding. Laatstgenoemde nam later de grond over van Orrell en werd daarmee de huurbaas van de club. Hij verhoogde de huurtarieven jaar na jaar, waarna Everton in 1892 besloot het complex te verlaten voor Goodison Park. Houlding richtte hierna een nieuwe club op die tot op de dag van vandaag gebruik maakt van Anfield, Liverpool Football Club.

### Goodison Park
Everton nam na haar vertrek van Anfield haar intrek in Goodison Park. Het was het eerste grote voetbalstadion in Engeland. Hier bleef het tot en met het seizoen 2024/25 spelen. Bij het vertrek van de club uit het stadion bood het nog plaats aan 39.572 toeschouwers. Het recordaantal bezoekers werd op 18 september 1948 behaald toen Everton het opnam tegen rivaal Liverpool FC. 78.299 toeschouwers bezochten deze wedstrijd. Na het vertrek van het mannenvoetbalelftal werd het stadion gereed gemaakt voor het vrouwenvoetbalelftal dat haar wedstrijden hier vanaf het seizoen 2025/26 gaat spelen.

### Everton Stadium
Hill Dickinson Stadium, werknaam Everton Stadium, is een voetbalstadion in Liverpool dat van 2021 tot 2025 in aanbouw was. Het biedt plaats aan 52.888 toeschouwers en wordt met ingang van het seizoen 2025/26 in gebruik genomen door het mannenvoetbalelftal van Everton FC. De geschatte kosten van het nieuwe onderkomen bedroegen 500 miljoen pond. In mei 2025 werd er een overeenkomst gesloten met Hill Dickinson voor de naamrechten van het stadion.

## Bestuur
| Functie                                  | Naam          | Sinds    |
| Directie                                 | Directie      | Directie |
| ---------------------------------------- | ------------- | -------- |
| Chief Executive Officer                  | Angus Kinnear | 2025     |
| Technische structuur                     |               |          |
| Technical Director                       | Nick Cox      | 2025     |
| Director of Scouting and Recruitment     | James Smith   | 2025     |
| Football Strategy & Analytics Operations | Chris Howarth | 2025     |
| Player Trading Activity                  | Nick Hammond  | 2025     |

Laatste update: 22 juli 2025

## Eerste elftal

### Selectie
| Nr.           | Naam                  | Sinds      | Contract   | Vorige club          |
| Doelmannen    | Doelmannen            | Doelmannen | Doelmannen | Doelmannen           |
| ------------- | --------------------- | ---------- | ---------- | -------------------- |
| 1             | Jordan Pickford       | 2017       | 2027       | Sunderland AFC       |
| 12            | Mark Travers          | 2025       | 2029       | AFC Bournemouth      |
| 38            | Harry Tyrer           | 2024       | 2026       |                      |
| Verdedigers   |                       |            |            |                      |
| 2             | Nathan Patterson      | 2022       | 2027       | Rangers              |
| 3             | Adam Aznou            | 2025       | 2029       | Bayern München       |
| 5             | Michael Keane         | 2017       | 2026       | Burnley FC           |
| 6             | James Tarkowski       | 2022       | 2026       | Burnley FC           |
| 15            | Jake O'Brien          | 2024       | 2028       | Olympique Lyon       |
| 19            | Vitaliy Mykolenko     | 2022       | 2026       | Dinamo Kiev          |
| 23            | Séamus Coleman        | 2009       | 2026       | Sligo Rovers FC      |
| 32            | Jarrad Branthwaite    | 2020       | 2030       | Carlisle United FC   |
| Middenvelders |                       |            |            |                      |
| 18            | Jack Grealish         | 2025       | 2026       | Manchester City FC   |
| 24            | Carlos Alcaraz        | 2025       | 2027       | Flamengo             |
| 27            | Idrissa Gueye         | 2022       | 2026       | Paris Saint-Germain  |
| 37            | James Garner          | 2022       | 2026       | Manchester United FC |
| 42            | Tim Iroegbunam        | 2024       | 2027       | Aston Villa FC       |
| 45            | Harrison Armstrong    | 2024       | 2028       |                      |
| –             | Kiernan Dewsbury-Hall | 2025       | 2030       | Chelsea FC           |
| Aanvallers    |                       |            |            |                      |
| 7             | Dwight McNeil         | 2022       | 2027       | Burnley FC           |
| 9             | Beto                  | 2023       | 2027       | Udinese              |
| 10            | Iliman Ndiaye         | 2024       | 2029       | Olympique Marseille  |
| 11            | Thierno Barry         | 2025       | 2029       | Villarreal CF        |
| 17            | Chermiti              | 2023       | 2027       | Sporting CP          |

Laatste update: 12 augustus 2025

### Staf
| Functie            | Naam            | Sinds | Contract | Vorige club     |
| ------------------ | --------------- | ----- | -------- | --------------- |
| Hoofdtrainer       | David Moyes     | 2025  | 2027     | West Ham United |
| Assistent-trainers | Leighton Baines | 2025  |          | Everton –18     |
| Assistent-trainers | Alan Irvinne    | 2025  |          | West Ham United |
| Assistent-trainers | Billy McKinlay  | 2025  |          | West Ham United |
| Keeperstrainer     | Aaron Cameron   | 2021  |          | Wigan Athletic  |

Laatste update: 6 augustus 2025

## Overzichtslijsten

### Eindklasseringen vanaf 1946/47
- 1947 10e
First Division
- 1948 14e
First Division
- 1949 18e
First Division
- 1950 18e
First Division
- 1951 22e
First Division
- 1952 7e
Second Division
- 1953 16e
Second Division
- 1954 2e
Second Division
- 1955 11e
First Division
- 1956 15e
First Division
- 1957 15e
First Division
- 1958 16e
First Division
- 1959 16e
First Division
- 1960 16e
First Division
- 1961 5e
First Division
- 1962 4e
First Division
- 1963 1e
First Division
- 1964 3e
First Division
- 1965 4e
First Division
- 1966 11e
First Division
- 1967 6e
First Division
- 1968 5e
First Division
- 1969 3e
First Division
- 1970 1e
First Division
- 1971 14e
First Division
- 1972 15e
First Division
- 1973 17e
First Division
- 1974 7e
First Division
- 1975 4e
First Division
- 1976 11e
First Division
- 1977 9e
First Division
- 1978 3e
First Division
- 1979 4e
First Division
- 1980 19e
First Division
- 1981 15e
First Division
- 1982 8e
First Division
- 1983 7e
First Division
- 1984 7e
First Division
- 1985 1e
First Division
- 1986 2e
First Division
- 1987 1e
First Division
- 1988 4e
First Division
- 1989 8e
First Division
- 1990 6e
First Division
- 1991 9e
First Division
- 1992 12e
First Division
- 1993 13e
Premier League
- 1994 17e
Premier League
- 1995 15e
Premier League
- 1996 6e
Premier League
- 1997 15e
Premier League
- 1998 17e
Premier League
- 1999 14e
Premier League
- 2000 13e
Premier League
- 2001 16e
Premier League
- 2002 15e
Premier League
- 2003 7e
Premier League
- 2004 17e
Premier League
- 2005 4e
Premier League
- 2006 11e
Premier League
- 2007 6e
Premier League
- 2008 5e
Premier League
- 2009 5e
Premier League
- 2010 8e
Premier League
- 2011 7e
Premier League
- 2012 7e
Premier League
- 2013 6e
Premier League
- 2014 5e
Premier League
- 2015 11e
Premier League
- 2016 11e
Premier League
- 2017 7e
Premier League
- 2018 8e
Premier League
- 2019 8e
Premier League
- 2020 12e
Premier League
- 2021 10e
Premier League
- 2022 16e
Premier League
- 2023 17e
Premier League
- 2024 15e
Premier League
- 2025 13e
Premier League

- First Division
- Second Division
- Premier League

ⓘ In 1992 invoering van de Premier League en opheffing van de Fourth Division; in 2004 opheffing van de First, Second en Third Division.

### Seizoensresultaten vanaf 1993
| 1992–1993 | 13 | 22 | Premier League | 42 | 15 | 8  | 19 | 53–55 | 53 | 20.445 |
| 1993–1994 | 17 | 22 | Premier League | 42 | 12 | 8  | 22 | 42–63 | 44 | 22.876 |
| 1994–1995 | 15 | 22 | Premier League | 42 | 11 | 17 | 14 | 44–51 | 50 | 31.291 |
| 1995–1996 | 6  | 20 | Premier League | 38 | 17 | 10 | 11 | 64–44 | 61 | 35.435 |
| 1996–1997 | 15 | 20 | Premier League | 38 | 10 | 12 | 16 | 44–57 | 42 | 36.186 |
| 1997–1998 | 17 | 20 | Premier League | 38 | 9  | 13 | 16 | 41–56 | 40 | 35.376 |
| 1998–1999 | 14 | 20 | Premier League | 38 | 11 | 10 | 17 | 42–47 | 43 | 36.202 |
| 1999–2000 | 13 | 20 | Premier League | 38 | 12 | 14 | 12 | 59–49 | 50 | 34.828 |
| 2000–2001 | 16 | 20 | Premier League | 38 | 11 | 9  | 18 | 45–59 | 42 | 34.135 |
| 2001–2002 | 15 | 20 | Premier League | 38 | 11 | 10 | 17 | 45–57 | 43 | 33.530 |
| 2002–2003 | 7  | 20 | Premier League | 38 | 17 | 8  | 13 | 48–49 | 59 | 38.481 |
| 2003–2004 | 17 | 20 | Premier League | 38 | 9  | 12 | 17 | 45–57 | 39 | 38.837 |
| 2004–2005 | 4  | 20 | Premier League | 38 | 18 | 7  | 13 | 45–46 | 61 | 36.834 |
| 2005–2006 | 11 | 20 | Premier League | 38 | 14 | 8  | 16 | 34–49 | 50 | 36.860 |
| 2006–2007 | 6  | 20 | Premier League | 38 | 15 | 13 | 10 | 52–36 | 58 | 36.739 |
| 2007–2008 | 5  | 20 | Premier League | 38 | 19 | 8  | 11 | 55–33 | 65 | 36.955 |
| 2008–2009 | 5  | 20 | Premier League | 38 | 17 | 12 | 9  | 55–37 | 63 | 35.710 |
| 2009–2010 | 8  | 20 | Premier League | 38 | 16 | 13 | 9  | 60–49 | 61 | 36.725 |
| 2010–2011 | 7  | 20 | Premier League | 38 | 13 | 15 | 10 | 51–45 | 54 | 36.039 |
| 2011–2012 | 7  | 20 | Premier League | 38 | 15 | 11 | 12 | 50–40 | 56 | 33.228 |
| 2012–2013 | 6  | 20 | Premier League | 38 | 16 | 15 | 7  | 55–40 | 63 | 36.356 |
| 2013–2014 | 5  | 20 | Premier League | 38 | 21 | 9  | 8  | 61–39 | 72 | 37.732 |
| 2014–2015 | 11 | 20 | Premier League | 38 | 12 | 11 | 15 | 48–50 | 47 | 38.406 |
| 2015–2016 | 11 | 20 | Premier League | 38 | 11 | 14 | 13 | 59–55 | 47 | 38.285 |
| 2016–2017 | 7  | 20 | Premier League | 38 | 17 | 10 | 11 | 62–44 | 61 | 39.310 |
| 2017–2018 | 8  | 20 | Premier League | 38 | 13 | 10 | 15 | 44–58 | 49 | 38.797 |
| 2018–2019 | 8  | 20 | Premier League | 38 | 15 | 9  | 14 | 54–46 | 54 | 31.030 |
| 2019–2020 | 12 | 20 | Premier League | 38 | 13 | 10 | 15 | 44–56 | 49 | 39.256 |
| 2020–2021 | 10 | 20 | Premier League | 38 | 17 | 8  | 13 | 47–48 | 59 | --     |
| 2021–2022 | 16 | 20 | Premier League | 38 | 11 | 6  | 21 | 43–66 | 39 | 38.441 |
| 2022–2023 | 17 | 20 | Premier League | 38 | 8  | 12 | 18 | 34-57 | 36 | 39.230 |
| 2023–2024 | 15 | 20 | Premier League | 38 | 13 | 9  | 16 | 40-51 | 40 | 39.058 |

### Everton in Europa
Everton speelt sinds 1962 in diverse Europese competities. Hieronder staan de competities en in welke seizoenen de club deelnam. De editie die Everton FC heeft gewonnen is dik gedrukt:
- Champions League (1x)

2005/06
- Europacup I (2x)

1963/64, 1970/71
- Europa League (3x)

2009/10, 2014/15, 2017/18
- Europacup II (3x)

1966/67, 1984/85, 1995/96
- UEFA Cup (6x)

1975/76, 1978/79, 1979/80, 2005/06, 2007/08, 2008/09
- Jaarbeursstedenbeker (3x)

1962/63, 1964/65, 1965/66

## Bekende (oud-)Toffees

### Spelers
- Dele Alli
- Mikel Arteta
- Leighton Baines
- Michael Ball
- Tim Cahill
- Séamus Coleman
- Landon Donovan
- Marouane Fellaini
- Duncan Ferguson
- Demarai Gray
- John Heitinga
- Tim Howard
- Phil Jagielka
- Gary Lineker
- Romelu Lukaku
- Phil Neville
- Steven Pienaar
- Wayne Rooney
- David Unsworth
- Sander Westerveld
- Ray Wilson

### Trainers
- Sam Allardyce
- Carlo Ancelotti
- Rafael Benítez
- Howard Kendall
- Ronald Koeman
- David Moyes
- Joe Royle
- Marco Silva
- Walter Smith

1 Pickford ·
2 Patterson ·
3 Aznou ·
5 Keane ·
6 Tarkowski ·
7 McNeil ·
9 Beto ·
10 Ndiaye ·
11 Barry ·
12 Travers ·
15 O'Brien ·
17 Chermiti ·
17 Grealish ·
19 Mykolenko ·
23 Coleman ·
24 Alcaraz ·
27 Gueye ·
32 Branthwaite ·
37 Garner ·
38 Tyrer ·
42 Iroegbunam ·
45 Armstrong ·
Dewsbury-Hall ·
Coach: Moyes · 
Assistent-coach: Baines · 
Assistent-coach: Irvinne · 
Assistent-coach: McKinlay ·
Keeperstrainer: Cameron
Arsenal · 
Aston Villa · 
Bournemouth · 
Brentford · 	
Brighton & Hove Albion · 
Burnley ·
Chelsea · 
Crystal Palace · 
Everton · 
Fulham · 
Leeds United · 
Liverpool · 
Manchester City · 
Manchester United · 
Newcastle United · 
Nottingham Forest ·  
Sunderland ·
Tottenham Hotspur · 
West Ham United · 
Wolverhampton Wanderers